# Brauerei Strauß
Pour les articles homonymes, voir Strauss.
La Brauerei Strauß est une brasserie à Wettelsheim, un village de la commune de Treuchtlingen, dans le Land de Bavière.

## Histoire
Nikolaus Erdinger construit une brasserie avec une auberge en 1780 et 1781. Après une bonne vingtaine d'années, cette brasserie fait faillite. Une vente aux enchères a lieu à Ansbach en 1797 au cours de laquelle la concession de brassage et d'eau-de-vie de la ville de Wettelsheim est vendue. Le fermier de Wettelsheim Nikolaus Erdinger (1768-1845) achète la concession pour 4 700 florins. La fille de brasseur Elisabeth Stöhr de Bubenheim achète la propriété en 1821 et les droits de brassage en 1824. En 1824, Elisabeth Stöhr épouse le brasseur de Wettelsheim Johann Georg Gempel, avec qui elle dirige la brasserie. Après la mort de Gempel, Elisabeth épouse Johann Georg Ranzenberger en 1845, qui continue à diriger la brasserie après la mort d'Elisabeth Stöhr. Il a des difficultés financières, si bien qu'en 1874 son demi-frère et maître brasseur Johann Michael Strauss (1830-1902), originaire d'Indernbuch, acquiert l'intégralité de la propriété. Depuis lors, la brasserie appartient à la famille Strauss. En 1893, le maître brasseur Karl Strauss (1859-1934) reprend la brasserie de son père. Il épouse Margarete Hörlein, qui vient de la brasserie de Weimersheim. Dans les années qui suivent, la brasserie est agrandie et modernisée. En 1927, son fils Karl (1896-1963) reprend la brasserie, sa veuve continue à diriger après sa mort en 1963 jusqu'à ce que le propriétaire actuel Karl Strauss reprenne l'entreprise en 1968.
La brasserie est membre de Brauring, une société coopérative de brasseries privées d'Allemagne, d'Autriche et de Suisse

## Cave d'été
Avec l'introduction de la « bière brune », les caves d'été deviennent nécessaires pour stocker la bière. C'est pourquoi, au milieu du XIXe siècle, Johann Georg Ranzenberger fonde une cave d'été sur le Rappenbuck entre Wettelsheim et Treuchtlingen, qui existe encore aujourd'hui sous le nom de Wettelsheimer Keller. En 1893, Johann Michael Strauss fait construire une maison d'été au sous-sol. La cave d'été compte environ 1 200 places.